# Senefelderopsis croizatii
Senefelderopsis croizatii är en törelväxtart som beskrevs av Julian Alfred Steyermark. Senefelderopsis croizatii ingår i släktet Senefelderopsis och familjen törelväxter. Inga underarter finns listade i Catalogue of Life.